# Гнеј Домиције Корбуло
Гнеј Домиције Корбуло (лат. Gnaeus Domitius Corbulo; Пелтуинум, 7 — 67), био је римски генерал, активан у Холандији и Сирији. Цар Нерон иако га је хвалио за његове војне успехе на истоку царства, присилио га је да изврши самоубиство.

## Живот и каријера
Родио се 7. године н. е. у Пелтуинуму у једној од покрајина Италије, у породици, оца истоименог римског сенатора (који је ушао у Сенат као званични претор под Тиберејем) и мајке Вистилије (из породице која је држала преторијанство), и сестре Милоније Цезоније, будуће римске царице.
О његовом раном животу има мало података, тако да први подаци о њему датирају тек из периода владавине његове сестре царице Цезонијине, супруге Калигуле, када је 39. године постао конзул. Након Калигулине смрти његова јавна каријера је замрла све до 47. године.

### Каријера у време Клаудија
Када је на власт дошао нови цар Клаудије, он га је именовао за командантом римских снага у Доњој Немачкој са штабом у данашњем Келну. Из овог периода остаће познат потоме, што је да би олакшао кретање по војним комуникацијама, наредио копање канала, познатог као „Корбулонов канал” (лат. (Fosse Corbulonis) који је спајао реку Рајну са реком Мезом. Верује се да је тај канал касније Холанђанима послужио као основа за данашњи Влиет.
Корбуло се након успешног освајања, са запада Евреопе вратио у Рим, уз тријумфалне почасти, али није добио нова задужења. Можда је цар Клаудије сумњао у лојалност генерала, иако је он успешно овладао Немачком, и сматрао да би он требало да остане по страни и без задужења. По другом тумачењу без задужења је тражио да остане сам Корбуло који је желео да једно време борави код куће, са тек рођеном ћерком (Домитиа Лонгина).
У Италији је остао до 52. године када га је Клаудије послао за гувернера Азије, богате покрајина у западној Турској. Иако је ово била једна од најцењенијих позиција које би сенатор могао да заузме, човеку који је заповедао са четири легије, то је изгледало као понижење.

### Каријера у време Нерона
Када је Клаудије умро, 54. године, његов наследник Нерон је одмах послао Корбула на исток, и поверио му чување источних граница Царства. У овим областима он је требало да представља нову, „агресивнију источну политику” Нерона и Римског царства. Званична позиција Корбула на истоку царства није позната — претпоставља се, пошто је регија Кападокија, у којој је Корбул боравио, технички била део Сирије (којом је обично руководио прокуратор), да је он био независни командант, нешто попут „генерала у Кападокији”, а не „гувернера Кападокије”.

#### Корбуло у кампањи Римског царства у Јерменији
У оквиру источних граница, водећи Јерменски рат Корбуло је већ 58. године успоставио римску власт над одметнутом Јерменијом и успешно одвраћао партског краља Вологаса I, од напада на римска подручја. Ево како се одвијао ток догађаја.
Према уговору који су закључили римски цар Аугуст и његов колега Фраат IV Партијски, Римљани су имали право да именују и крунишу Јерменске краљеве. Међутим, 54. године Партски краљ Вологас I, је користећи унутрашњу кризу у Јерменији и промену власти у Риму, поставио свог брата Тиридата за краља Јерменије. Ова намерна провокација изазвала је Нерона и довела до рата.
Корбуло није био једини римски командант укључен у кампању око решавања питање Јерменије. Он је практично делио команду над трупама на источној граници са легатом Сирије Квадратом Умидијем (Gaius Durmius Ummidius Quadratus) (који је раније био легат Горњег Илирика). Квадрат Умидије је командовао са две легије (X Fretensis и XII Fulminata), и имао је више локалног искуства од Корбула, који је командовао двема легијама Кападокије, (III Gallica, VI Ferrata). Како две војске нису биле довољно јаке да нападну партијског краља, команданти су својом претњом, упућивали јасне поруке Вологасу I, да напусти Јерменију и да се Умидију предају таоци из реда најугледнијих припадника породице Арсакида.
55. година
Токо 55. године, рат је био спречен, мада разлози за то нису потпуно јасни. Корбуло је тражио да му се предају таоци, а Квадрат Умидиј је то одбио. Два човека су од тада постала противници.
56—57. година
Римљани су наредну, 56 и 57. годину, користили за формирање и јачање своје војске, за будуће ратове. Наиме Корбуло је морао и да се позабави стањем своје армије, која је била дисциплински у лошем стању, малодушна и распојасана током боравка на богатом истоку. Како је рат привремено одложен строги Корбуло је одмах кренуо у реорганизацију трупа — отпустио је старе и болесне војнике, и заменио их новопристиглим регрутима из Галатије и Кападокије, као и новом легијуом са германске границе, која је стигла заједно са ауксилијарним јединицама. Како би ојачао војску у овом периоду, пред очекујући рат, Корбул ју је војнике изложио тешким зимским условима и још строжој дисциплини, у чему је сам Корбуло својим примером и понашањем предњачио уливајући поштовање и ауторитет у редове своје армије, на старински римски начин.
58. година
У пролеће 58. године, Римљани још увек нису били спремни, а Тиридат и Јерменија су схватили да је то тренутак за акцију. Први сукоби близу Еуфрата био је успешан за краља из Партије. Потом је неко време рат је био у равнотежи., јер су Римљани споро мобилисали снаге, а Тридатова војска је избегавала борбу, користећи герилски начин ратовања и навлачили Корбула све дубље и дубље у Јерменију. Међутим, кавкаска племена која су била повезана са Римљанима била су успешнији, и на челу са Антиохом IV и иберским краљем Фаразманом, као и народом Мосхи, заузели су Артакат (јужно од модерног Јереван), једну од престоница Јерменије и потпуно је опоустошили.
59. година
Током 59. године, Римљани су марширали кроз врућу пустињу северне Месопотамије и прешли Тигар. Овог пута њихов циљ је био Тигранакерт (Силван), други главни град Јерменије. Град се предао без борбе, пре него што су стигле легије. Краљ Тиридат је побегао, а победа Рима била је потпуна. Сада је, цар Нерон могао Јерменицима дати новог, про-римског краља, Тиграна VI. (унука злосретног Архелаја).
60. година
Када се Корбуло 60. године, вратио у Кападокију сазнао је да је гувернер Сирије Квадрат Умидије умро и да ће га он наследити. Ово је био веома престижни положај, достојна награда за генерала који је био спектакуларно успешан. Сирија није била само богата покрајина, већ и велика територуја, са две области Кападокијом и Јудејом којом су владали прокуратори.
61. година
Римљани су знали да рат још није завршен, и наставили су у 61. години, да појачавају своју војску у Кападокији са додатним регрутима и новом легијом (V Macedonica). У исто време, Парћани су се припремали за нови рат. Вологас I је закључио нови уговор са Хирчанима и поново крунисао свог брата Тиридата за краља Јерменије.
Римски план за рат био је двострука операција, у случају да Парћани нападну Јерменију, једна армија се преселила из Кападокије дуж северног пута за Јерменију (слично нападу у 58. години). Ово је требало да привуче партијску војску на север, отварајући пут за другу римску војску која је требало да се премести из Сирије дуж јужног пута према Тигрију (слично нападу у 59. године). Ако би се све одвијало по плану, партијска војска би се нашла између две римске формације и могла би бити уништена.
62. година
Међутим из неколико разлога, Римљани су били недовољно припремљени када су Парћани започели марширати на север и поставили су опсаду у Тигранокерти (с пролеће 62. године): када заповедник северне војске још није стигао.
Када се Вологас I приближавао, Корбуло је послао изасланика и закључено је примирје из два разлога: Партија је желела да оконча опсаду Тигранокерте, а Римљани су желели да се евакуишу из Јерменије, свесни да рат не могу да добију.
63. годин
У пролеће 63. године, Корбуло је опет окупирао Јерменију. Командовао је са четири легије. То је била значајна сила и Вологас I и Тиридат су знали су да овог пута рат више не може бити добијен. Са друге стране, Корбуло је знао да ће бити тешко продужити рат, јер је борба у планинској земљи била веома тешка, исцрпљујућа, а војска изложена епидемији.
Пре него што су се војске сукобиле, склопљен је договор. Римски преговарач био је египатски Јеврејин по имену Јулијус Александер (Tiberius Julius Alexander). Парћани су прихватили да у будућности римски цар поставља краља Јерменије, а Римљани су изјавили да не желе продужити рат. Две стране су се сложиле да је Тиридат положи своју круну и врати се у Рим, где ће поново добити нову дужност од Нерона.

## Повратак у Рим
По окончању рата у Јерменији, у римској пропаганди, он је означен као победа без победника, па су врата храма Јануса била затворена, као симбол постигнутог мира. Поуздане чињенице су, међутим, да рат није имао победника. Али Нерон, чија популарност била у опадању, није то могао да прихвати, и био му је потребан херој тог рата, за кога је прогласио Корбула и допделио му највише од свих могућих почасти.
Након што је у једној од завера за свргавање Нерона суделовао Корбулонов зет Луције Аније Винцијан, то је било довољно да Корбулон падне у цареву немилост. Корбулон је смењен, а на његово место постављен је Веспазијан.
Корбуло је 67. године позван у Коринт где су га дочекали цареви гласници с наређењем да изврши самоубиство. Не знамо тачан разлог, јер наш главни извор, Тацитус, не описује овај догађај. Корбулон је то одмах учинио, бацивши се, по предању, на мач с ускликом Аксиос!
Корбуло је урадио оно што му је било наређено, од његовог цара, па су га касније генерације сматралое још једном невином жртвиом Нероновог режима. Каснији аутори, као што је Тацит, нису бацали сумњу на Неронове похвале о Корбуу у његовој хвалоспевној аутобиографији. Тек у 20. веку постало је могуће избалансиранији став: да је Корбул био способан генерал, али сигурно не и генијалан.
Корбуло који је био ожењен Касиом Лонгин, са њом је и имао ћерку Домицију Лонгин, која ће се три године после очеве смрти (70. године) удати за Титуса Флавиус Домицијана, и тако постати познатији као царица Домиција Лонгина (81—96). Антички извори сугеришу да је Домиција учествовала у завери која је године 96. довела до убиства њеног мужа - било тако да је помогла завереницима, било да их је подстакла на атентат доставивши им списак водећих дворјана које је Домицијан намеравао ликвидирати. Модерни историчари, у то не верују, с обзиром да је и након смрти остала верна мужу и деценијама касније пркосила сенатском указу о брисању мужа из историје, ословљавајући се као „Домиција, супруга Домицијана”. Између 126. и 140. јој је саграђен храм у граду Габи, што се узима као вероватни временски распон у коме је умрла.